# Victoria Mxenge
Victoria Nonyamezelo Mxenge, (1 tháng 1 năm 1942, King William's Town, Eastern Cape - 1 tháng 8 năm 1985 Umlazi, Durban, Natal) là một nhà hoạt động chống phân biệt chủng tộc người Nam Phi; bà được đào tạo như một y tá và nữ hộ sinh, và sau đó bắt đầu hành nghề luật.

## Tiểu sử
Mxenge được sinh ra tại Làng Tamara vào ngày 1 tháng 1 năm 1942 tại King William's Town với cha mẹ là Wilmot Goso và Nobantu Ntebe. Sau khi hoàn thành chương trình giáo dục tiểu học tại Tamara, bà đã đến trường trung học Forbes Grant để hoàn tất chứng chỉ trung học cơ sở (Lớp 10). Năm 1959, bà trúng tuyển tại Healdtown, Fort Beaufort ở tỉnh miền Đông. Bà được đào tạo như một y tá tại Bệnh viện Victoria và đạt được bằng cấp vào năm 1964. Sau khi cô kết hôn với Griffiths Mxenge, cô và chồng chuyển đến Natal (nay là KwaZulu-Natal). Bà làm nữ hộ sinh tại Bệnh viện King Edward và làm y tá cộng đồng ở Umlazi. Năm 1965, chồng bà bị kết án theo Đạo luật đàn áp Cộng sản và bị giam cầm hai năm trên đảo Robben. Trong giai đoạn hôn nhân, chồng bà đã phải đối mặt với nhiều lệnh cấm và giam giữ được chính phủ phê chuẩn. Bà và chồng có hai con trai, Mbasa và Viwe, và con gái Namhla.

## Công việc
Sau khi hoàn thành khóa học hộ sinh tại Bệnh viện King Edward, Victoria Mxenge làm việc như một y tá cộng đồng tại Umlazi Clinic. Sau đó, bà học luật thông qua UNISA. Vào năm 1981, khoảng năm năm sau khi chồng làm dịch vụ pháp lý, bà đã có được bằng cấp pháp lý, tham gia thực hành và sau đó được nhận vào làm luật sư. Vào ngày 19 tháng 11 năm 1981, chồng của bà bị các đặc vụ Vlakplaas do Dirk Coetzee lãnh đạo ở thị trấn Umlazi, phía nam Durban ám sát dã man. Ông bị nhiều vết đâm và thi thể được tìm thấy gần sân bóng đá ở Umlazi và cô đã phải xác định cơ thể bị cắt xén của ông tại một nhà xác chính phủ vào buổi sáng sau khi chồng bị giết. Dirk Coetzee tuyên bố rằng chồng bà đã bị Quốc hội Châu Phi (ANC) sát hại, điều mà bà mạnh mẽ bác bỏ. ANC đã đưa ra một tuyên bố công khai từ Lusaka đang giải mã vụ giết người và bày tỏ sự đóng góp của chồng bà trong cuộc đấu tranh. Năm 1996, Dirk Coetzee thú nhận rằng ông đã lãnh đạo một nhóm giết chết ông Mxenge.